# 片貝駅
片貝駅（かたかいえき）は、群馬県前橋市西片貝町一丁目にある上毛電気鉄道上毛線の駅である。

## 歴史
- 1928年（昭和3年）11月10日 - 開業[1]。
- 2021年（令和3年）3月27日 - 東口開業。式典は群馬県立前橋高等学校の生徒会代表3名が執り行った。

## 駅構造
単式ホーム1面1線を有する地上駅である。無人駅である。自動販売機が1台設置されている。

## 利用状況
1日の平均乗降人員は以下の通りである。
| 年度   | 1日平均人数 |
| ------ | ----------- |
| 2011年 | 357         |
| 2012年 | 369         |
| 2013年 | 388         |
| 2014年 | 350         |
| 2015年 | 343         |
| 2016年 | 326         |
| 2017年 | 335         |
| 2018年 | 327         |

## 駅周辺
- 群馬県立前橋高等学校
- 文真堂書店片貝店
- しまむら
- ベイシア前橋モール店
- フレッセイ 片貝店
- 群馬県道3号前橋大間々桐生線

## 隣の駅
上毛電気鉄道
■上毛線
三俣駅 - 片貝駅 - 上泉駅